# Präsident
La Präsident est une automobile qui fut fabriquée par Nesselsdorfer Wagenbau-Fabriks-Gesellschaft A.G. (NW, connu de nos jours sous le nom de Tatra) en 1897. Ce fut le premier véhicule à moteur à essence produit en série en Autriche-Hongrie , ainsi qu'en Europe centrale et orientale.

## La voiture de nos jours

### Version originale
La première voiture produite est au  Czech National Technical Museum et est toujours en état de marche. Des modifications ont été effectuées dessus par les premiers propriétaires.